# Плей-оф Кубка Стенлі 2004

Плей-оф Кубка Стенлі 2004 — стартував після регулярного чемпіонату 7 квітня та фінішував 7 червня 2004.

## Учасники плей-оф

### Східна конференція
1. Тампа-Бей Лайтнінг, чемпіон Південно-Східного дивізіону, Східної конференції – 106 очок
2. Бостон Брюїнс, чемпіон Північно-Східного дивізіону – 104 очка
3. Філадельфія Флайєрс, чемпіон Атлантичного дивізіону – 101 очко
4. Торонто Мейпл-Ліфс – 103 очка
5. Оттава Сенаторс – 102 очка
6. Нью-Джерсі Девілс – 100 очок
7. Монреаль Канадієнс – 93 очка
8. Нью-Йорк Айлендерс – 91 очко

### Західна конференція
1. Детройт Ред-Вінгс, чемпіон Центрального дивізіону, Західної конференції, Кубок Президента – 109 очок
2. Сан-Хосе Шаркс, чемпіон Тихоокеанського дивізіону – 104 очка
3. Ванкувер Канакс, чемпіон Північно-Західного дивізіону– 101 очко
4. Колорадо Аваланч – 100 очок
5. Даллас Старс – 97 очок
6. Калгарі Флеймс – 94 очка
7. Сент-Луїс Блюз – 91 очко (39 перемог)
8. Нашвілл Предаторс – 91 очко (38 перемог)

## Плей-оф
|  | Чвертьфінали конференції | Чвертьфінали конференції              | Чвертьфінали конференції |   |             | Півфінали конференції | Півфінали конференції | Півфінали конференції |                    |                    | Фінали конференції  | Фінали конференції  | Фінали конференції  |  |  | Фінал Кубка Стенлі | Фінал Кубка Стенлі | Фінал Кубка Стенлі |
|  |                          |                                       |                          |   |             |                       |                       |                       |                    |                    |                     |                     |                     |  |  |                    |                    |                    |
|  | 1                        | Тампа-Бей                             | 4                        |   |             | 1                     | Тампа-Бей             | 4                     |                    |                    |                     |                     |                     |  |  |                    |                    |                    |
|  | 8                        | Нью-Йорк Айлендерс                    | 1                        |   |             | 7                     | Монреаль              | 0                     |                    |                    |                     |                     |                     |  |  |                    |                    |                    |
|  |                          |                                       |                          |   |             |                       |                       |                       |                    |                    |                     |                     |                     |  |  |                    |                    |                    |
|  | 2                        | Бостон                                | 3                        |   |             |                       |                       |                       | Східна конференція | Східна конференція | Східна конференція  | Східна конференція  | Східна конференція  |  |  |                    |                    |                    |
|  | 2                        | Бостон                                | 3                        |   |             |                       |                       |                       | Східна конференція | Східна конференція | Східна конференція  | Східна конференція  | Східна конференція  |  |  |                    |                    |                    |
|  | 7                        | Монреаль                              | 4                        |   |             |                       |                       |                       |                    |                    |                     |                     |                     |  |  |                    |                    |                    |
|  | 7                        | Монреаль                              | 4                        |   |             |                       |                       |                       |                    | 1                  | Тампа-Бей           | 4                   |                     |  |  |                    |                    |                    |
|  |                          |                                       |                          |   |             |                       |                       |                       |                    | 1                  | Тампа-Бей           | 4                   |                     |  |  |                    |                    |                    |
|  |                          | 3                                     | Філадельфія              | 3 |             |                       |                       |                       |                    |                    |                     |                     |                     |  |  |                    |                    |                    |
|  | 3                        | 3                                     | Філадельфія              | 3 | Філадельфія | 4                     |                       |                       |                    |                    |                     |                     |                     |  |  |                    |                    |                    |
|  | 3                        |                                       |                          |   | Філадельфія | 4                     |                       |                       |                    |                    |                     |                     |                     |  |  |                    |                    |                    |
|  | 6                        | Нью-Джерсі                            | 1                        |   |             |                       |                       |                       |                    |                    |                     |                     |                     |  |  |                    |                    |                    |
|  | 6                        | Нью-Джерсі                            | 1                        |   |             |                       |                       |                       |                    |                    |                     |                     |                     |  |  |                    |                    |                    |
|  |                          |                                       |                          |   |             |                       |                       |                       |                    |                    |                     |                     |                     |  |  |                    |                    |                    |
|  |                          |                                       |                          |   |             |                       |                       |                       |                    |                    |                     |                     |                     |  |  |                    |                    |                    |
|  | 4                        | Торонто                               | 4                        |   | 3           | Філадельфія           | 4                     |                       |                    |                    |                     |                     |                     |  |  |                    |                    |                    |
|  | 4                        | Торонто                               | 4                        |   | 3           | Філадельфія           | 4                     |                       |                    |                    |                     |                     |                     |  |  |                    |                    |                    |
|  | 5                        | Оттава                                | 3                        |   |             | 4                     | Торонто               | 2                     |                    |                    |                     |                     |                     |  |  |                    |                    |                    |
|  | 5                        | Оттава                                | 3                        |   |             |                       |                       |                       |                    | Е1                 | Тампа-Бей           | 4                   |                     |  |  |                    |                    |                    |
|  |                          | (Пари пересіяні після першого раунду) |                          |   |             |                       |                       |                       |                    | Е1                 | Тампа-Бей           | 4                   |                     |  |  |                    |                    |                    |
|  |                          | W6                                    | Калгарі                  | 3 |             |                       |                       |                       |                    |                    |                     |                     |                     |  |  |                    |                    |                    |
|  | 1                        | W6                                    | Калгарі                  | 3 | Детройт     | 4                     |                       |                       | 1                  | Детройт            | 2                   |                     |                     |  |  |                    |                    |                    |
|  | 1                        |                                       |                          |   | Детройт     | 4                     |                       |                       | 1                  | Детройт            | 2                   |                     |                     |  |  |                    |                    |                    |
|  | 8                        | Нашвілл                               | 2                        |   |             | 6                     | Калгарі               | 4                     |                    |                    |                     |                     |                     |  |  |                    |                    |                    |
|  | 8                        | Нашвілл                               | 2                        |   |             | 6                     | Калгарі               | 4                     |                    |                    |                     |                     |                     |  |  |                    |                    |                    |
|  |                          |                                       |                          |   |             |                       |                       |                       |                    |                    |                     |                     |                     |  |  |                    |                    |                    |
|  | 2                        | Сан-Хосе                              | 4                        |   |             |                       |                       |                       |                    |                    |                     |                     |                     |  |  |                    |                    |                    |
|  | 2                        | Сан-Хосе                              | 4                        |   |             |                       |                       |                       |                    |                    |                     |                     |                     |  |  |                    |                    |                    |
|  | 7                        | Сент-Луїс                             | 1                        |   |             |                       |                       |                       |                    |                    |                     |                     |                     |  |  |                    |                    |                    |
|  | 7                        | Сент-Луїс                             | 1                        |   |             |                       |                       |                       | 2                  | Сан-Хосе           | 2                   |                     |                     |  |  |                    |                    |                    |
|  |                          |                                       |                          |   |             |                       |                       |                       | 2                  | Сан-Хосе           | 2                   |                     |                     |  |  |                    |                    |                    |
|  |                          | 6                                     | Калгарі                  | 4 |             |                       |                       |                       |                    |                    |                     |                     |                     |  |  |                    |                    |                    |
|  | 3                        | 6                                     | Калгарі                  | 4 | Ванкувер    | 3                     |                       |                       |                    |                    |                     |                     |                     |  |  |                    |                    |                    |
|  | 3                        |                                       |                          |   | Ванкувер    | 3                     |                       |                       |                    |                    |                     |                     |                     |  |  |                    |                    |                    |
|  | 6                        | Калгарі                               | 4                        |   |             |                       |                       |                       |                    |                    | Західна конференція | Західна конференція | Західна конференція |  |  |                    |                    |                    |
|  | 6                        | Калгарі                               | 4                        |   |             |                       |                       |                       |                    |                    | Західна конференція | Західна конференція | Західна конференція |  |  |                    |                    |                    |
|  |                          |                                       |                          |   |             |                       |                       |                       |                    |                    |                     |                     |                     |  |  |                    |                    |                    |
|  | 4                        | Колорадо                              | 4                        |   | 2           | Сан-Хосе              | 4                     |                       |                    |                    |                     |                     |                     |  |  |                    |                    |                    |
|  | 4                        | Колорадо                              | 4                        |   | 2           | Сан-Хосе              | 4                     |                       |                    |                    |                     |                     |                     |  |  |                    |                    |                    |
|  | 5                        | Даллас                                | 1                        |   |             | 4                     | Колорадо              | 2                     |                    |                    |                     |                     |                     |  |  |                    |                    |                    |

### Чвертьфінали конференції
Східна конференція
| Тампа-Бей Лайтнінг (1) та Нью-Йорк Айлендерс (8) | Тампа-Бей Лайтнінг (1) та Нью-Йорк Айлендерс (8) | Тампа-Бей Лайтнінг (1) та Нью-Йорк Айлендерс (8) | Тампа-Бей Лайтнінг (1) та Нью-Йорк Айлендерс (8) | Тампа-Бей Лайтнінг (1) та Нью-Йорк Айлендерс (8) | Тампа-Бей Лайтнінг (1) та Нью-Йорк Айлендерс (8) | Тампа-Бей Лайтнінг (1) та Нью-Йорк Айлендерс (8) |
| Дата                                             | Господарі                                        | Господарі                                        | Гості                                            | Гості                                            | Примітки                                         |                                                  |
| ------------------------------------------------ | ------------------------------------------------ | ------------------------------------------------ | ------------------------------------------------ | ------------------------------------------------ | ------------------------------------------------ | ------------------------------------------------ |
| 8 квітня                                         | Н-Й Айлендерс                                    | 0                                                | 3                                                | Тампа-Бей                                        |                                                  |                                                  |
| 10 квітня                                        | Н-Й Айлендерс                                    | 3                                                | 0                                                | Тампа-Бей                                        |                                                  |                                                  |
| 12 квітня                                        | Тампа-Бей                                        | 3                                                | 0                                                | Н-Й Айлендерс                                    |                                                  |                                                  |
| 14 квітня                                        | Тампа-Бей                                        | 3                                                | 0                                                | Н-Й Айлендерс                                    |                                                  |                                                  |
| 16 квітня                                        | Н-Й Айлендерс                                    | 2                                                | 3                                                | Тампа-Бей                                        | OT                                               |                                                  |
| Тампа-Бей виграла серію 4:1.                     |                                                  |                                                  |                                                  |                                                  |                                                  |                                                  |

| Бостон Брюїнс (2) та Монреаль Канадієнс (7) | Бостон Брюїнс (2) та Монреаль Канадієнс (7) | Бостон Брюїнс (2) та Монреаль Канадієнс (7) | Бостон Брюїнс (2) та Монреаль Канадієнс (7) | Бостон Брюїнс (2) та Монреаль Канадієнс (7) | Бостон Брюїнс (2) та Монреаль Канадієнс (7) | Бостон Брюїнс (2) та Монреаль Канадієнс (7) |
| Дата                                        | Господарі                                   | Господарі                                   | Гості                                       | Гості                                       | Примітки                                    |                                             |
| ------------------------------------------- | ------------------------------------------- | ------------------------------------------- | ------------------------------------------- | ------------------------------------------- | ------------------------------------------- | ------------------------------------------- |
| 7 квітня                                    | Монреаль                                    | 0                                           | 3                                           | Бостон                                      |                                             |                                             |
| 9 квітня                                    | Монреаль                                    | 1                                           | 2                                           | Бостон                                      | OT                                          |                                             |
| 11 квітня                                   | Бостон                                      | 2                                           | 3                                           | Монреаль                                    |                                             |                                             |
| 13 квітня                                   | Бостон                                      | 4                                           | 3                                           | Монреаль                                    | 2OT                                         |                                             |
| 15 квітня                                   | Монреаль                                    | 5                                           | 1                                           | Бостон                                      |                                             |                                             |
| 17 квітня                                   | Бостон                                      | 2                                           | 5                                           | Монреаль                                    |                                             |                                             |
| 19 квітня                                   | Монреаль                                    | 2                                           | 0                                           | Бостон                                      |                                             |                                             |
| Монреаль виграв серію 4:3.                  |                                             |                                             |                                             |                                             |                                             |                                             |

| Філадельфія Флаєрс (5) та Нью-Джерсі Девілс (6) | Філадельфія Флаєрс (5) та Нью-Джерсі Девілс (6) | Філадельфія Флаєрс (5) та Нью-Джерсі Девілс (6) | Філадельфія Флаєрс (5) та Нью-Джерсі Девілс (6) | Філадельфія Флаєрс (5) та Нью-Джерсі Девілс (6) | Філадельфія Флаєрс (5) та Нью-Джерсі Девілс (6) | Філадельфія Флаєрс (5) та Нью-Джерсі Девілс (6) |
| Дата                                            | Господарі                                       | Господарі                                       | Гості                                           | Гості                                           | Примітки                                        |                                                 |
| ----------------------------------------------- | ----------------------------------------------- | ----------------------------------------------- | ----------------------------------------------- | ----------------------------------------------- | ----------------------------------------------- | ----------------------------------------------- |
| 8 квітня                                        | Нью-Джерсі                                      | 2                                               | 3                                               | Філадельфія                                     |                                                 |                                                 |
| 10 квітня                                       | Нью-Джерсі                                      | 2                                               | 3                                               | Філадельфія                                     |                                                 |                                                 |
| 12 квітня                                       | Філадельфія                                     | 2                                               | 4                                               | Нью-Джерсі                                      |                                                 |                                                 |
| 14 квітня                                       | Філадельфія                                     | 3                                               | 0                                               | Нью-Джерсі                                      |                                                 |                                                 |
| 17 квітня                                       | Нью-Джерсі                                      | 1                                               | 3                                               | Філадельфія                                     |                                                 |                                                 |
| Філадельфія виграла серію 4:1.                  |                                                 |                                                 |                                                 |                                                 |                                                 |                                                 |

| Торонто Мейпл-Ліфс (3) та Оттава Сенаторс (4) | Торонто Мейпл-Ліфс (3) та Оттава Сенаторс (4) | Торонто Мейпл-Ліфс (3) та Оттава Сенаторс (4) | Торонто Мейпл-Ліфс (3) та Оттава Сенаторс (4) | Торонто Мейпл-Ліфс (3) та Оттава Сенаторс (4) | Торонто Мейпл-Ліфс (3) та Оттава Сенаторс (4) | Торонто Мейпл-Ліфс (3) та Оттава Сенаторс (4) |
| Дата                                          | Господарі                                     | Господарі                                     | Гості                                         | Гості                                         | Примітки                                      |                                               |
| --------------------------------------------- | --------------------------------------------- | --------------------------------------------- | --------------------------------------------- | --------------------------------------------- | --------------------------------------------- | --------------------------------------------- |
| 8 квітня                                      | Оттава                                        | 4                                             | 2                                             | Торонто                                       |                                               |                                               |
| 10 квітня                                     | Оттава                                        | 0                                             | 2                                             | Торонто                                       |                                               |                                               |
| 12 квітня                                     | Торонто                                       | 2                                             | 0                                             | Оттава                                        |                                               |                                               |
| 14 квітня                                     | Торонто                                       | 1                                             | 4                                             | Оттава                                        |                                               |                                               |
| 16 квітня                                     | Оттава                                        | 0                                             | 2                                             | Торонто                                       |                                               |                                               |
| 18 квітня                                     | Торонто                                       | 1                                             | 2                                             | Оттава                                        |                                               |                                               |
| 20 квітня                                     | Оттава                                        | 1                                             | 4                                             | Торонто                                       |                                               |                                               |
| Торонто виграв серію 4:3.                     |                                               |                                               |                                               |                                               |                                               |                                               |

Західна конференція
| Детройт Ред-Вінгс (1) та Нашвілл Предаторс (8) | Детройт Ред-Вінгс (1) та Нашвілл Предаторс (8) | Детройт Ред-Вінгс (1) та Нашвілл Предаторс (8) | Детройт Ред-Вінгс (1) та Нашвілл Предаторс (8) | Детройт Ред-Вінгс (1) та Нашвілл Предаторс (8) | Детройт Ред-Вінгс (1) та Нашвілл Предаторс (8) | Детройт Ред-Вінгс (1) та Нашвілл Предаторс (8) |
| Дата                                           | Господарі                                      | Господарі                                      | Гості                                          | Гості                                          | Примітки                                       |                                                |
| ---------------------------------------------- | ---------------------------------------------- | ---------------------------------------------- | ---------------------------------------------- | ---------------------------------------------- | ---------------------------------------------- | ---------------------------------------------- |
| 7 квітня                                       | Нашвілл                                        | 1                                              | 3                                              | Детройт                                        |                                                |                                                |
| 10 квітня                                      | Нашвілл                                        | 1                                              | 2                                              | Детройт                                        |                                                |                                                |
| 11 квітня                                      | Детройт                                        | 1                                              | 3                                              | Нашвілл                                        |                                                |                                                |
| 13 квітня                                      | Детройт                                        | 0                                              | 3                                              | Нашвілл                                        |                                                |                                                |
| 15 квітня                                      | Нашвілл                                        | 1                                              | 4                                              | Детройт                                        |                                                |                                                |
| 17 квітня                                      | Детройт                                        | 2                                              | 0                                              | Нашвілл                                        |                                                |                                                |
| Детройт виграв серію 4:2.                      |                                                |                                                |                                                |                                                |                                                |                                                |

| Сан-Хосе Шаркс (2) та Сент-Луїс Блюз (7) | Сан-Хосе Шаркс (2) та Сент-Луїс Блюз (7) | Сан-Хосе Шаркс (2) та Сент-Луїс Блюз (7) | Сан-Хосе Шаркс (2) та Сент-Луїс Блюз (7) | Сан-Хосе Шаркс (2) та Сент-Луїс Блюз (7) | Сан-Хосе Шаркс (2) та Сент-Луїс Блюз (7) | Сан-Хосе Шаркс (2) та Сент-Луїс Блюз (7) |
| Дата                                     | Господарі                                | Господарі                                | Гості                                    | Гості                                    | Примітки                                 |                                          |
| ---------------------------------------- | ---------------------------------------- | ---------------------------------------- | ---------------------------------------- | ---------------------------------------- | ---------------------------------------- | ---------------------------------------- |
| 8 квітня                                 | Сент-Луїс                                | 0                                        | 1                                        | Сан-Хосе                                 | OT                                       |                                          |
| 10 квітня                                | Сент-Луїс                                | 1                                        | 3                                        | Сан-Хосе                                 |                                          |                                          |
| 12. квітня                               | Сан-Хосе                                 | 1                                        | 4                                        | Сент-Луїс                                |                                          |                                          |
| 13 квітня                                | Сан-Хосе                                 | 4                                        | 3                                        | Сент-Луїс                                |                                          |                                          |
| 15 квітня                                | Сент-Луїс                                | 1                                        | 3                                        | Сан-Хосе                                 |                                          |                                          |
| Сан-Хосе виграв серію 4:1.               |                                          |                                          |                                          |                                          |                                          |                                          |

| Ванкувер Канакс (3) та Калгарі Флеймс (6) | Ванкувер Канакс (3) та Калгарі Флеймс (6) | Ванкувер Канакс (3) та Калгарі Флеймс (6) | Ванкувер Канакс (3) та Калгарі Флеймс (6) | Ванкувер Канакс (3) та Калгарі Флеймс (6) | Ванкувер Канакс (3) та Калгарі Флеймс (6) | Ванкувер Канакс (3) та Калгарі Флеймс (6) |
| Дата                                      | Господарі                                 | Господарі                                 | Гості                                     | Гості                                     | Примітки                                  |                                           |
| ----------------------------------------- | ----------------------------------------- | ----------------------------------------- | ----------------------------------------- | ----------------------------------------- | ----------------------------------------- | ----------------------------------------- |
| 7 квітня                                  | Калгарі                                   | 3                                         | 5                                         | Ванкувер                                  |                                           |                                           |
| 9 квітня                                  | Калгарі                                   | 2                                         | 1                                         | Ванкувер                                  |                                           |                                           |
| 11 квітня                                 | Ванкувер                                  | 2                                         | 1                                         | Калгарі                                   |                                           |                                           |
| 13 квітня                                 | Ванкувер                                  | 0                                         | 4                                         | Калгарі                                   |                                           |                                           |
| 15 квітня                                 | Калгарі                                   | 2                                         | 1                                         | Ванкувер                                  |                                           |                                           |
| 17 квітня                                 | Ванкувер                                  | 5                                         | 4                                         | Калгарі                                   | 3OT                                       |                                           |
| 19 квітня                                 | Калгарі                                   | 3                                         | 2                                         | Ванкувер                                  | OT                                        |                                           |
| Калгарі виграв серію 4:3.                 |                                           |                                           |                                           |                                           |                                           |                                           |

| Колорадо Аваланч (4) та Даллас Старс (5) | Колорадо Аваланч (4) та Даллас Старс (5) | Колорадо Аваланч (4) та Даллас Старс (5) | Колорадо Аваланч (4) та Даллас Старс (5) | Колорадо Аваланч (4) та Даллас Старс (5) | Колорадо Аваланч (4) та Даллас Старс (5) | Колорадо Аваланч (4) та Даллас Старс (5) |
| Дата                                     | Господарі                                | Господарі                                | Гості                                    | Гості                                    | Примітки                                 |                                          |
| ---------------------------------------- | ---------------------------------------- | ---------------------------------------- | ---------------------------------------- | ---------------------------------------- | ---------------------------------------- | ---------------------------------------- |
| 7 квітня                                 | Даллас                                   | 1                                        | 3                                        | Колорадо                                 |                                          |                                          |
| 9 квітня                                 | Даллас                                   | 2                                        | 5                                        | Колорадо                                 |                                          |                                          |
| 12 квітня                                | Колорадо                                 | 3                                        | 4                                        | Даллас                                   | OT                                       |                                          |
| 14 квітня                                | Колорадо                                 | 3                                        | 2                                        | Даллас                                   | 2OT                                      |                                          |
| 17 квітня                                | Даллас                                   | 1                                        | 5                                        | Колорадо                                 |                                          |                                          |
| Колорадо виграв серію 4:1.               |                                          |                                          |                                          |                                          |                                          |                                          |

### Півфінали конференції
Східна конференція
| Тампа-Бей Лайтнінг (1) та Монреаль Канадієнс (7) | Тампа-Бей Лайтнінг (1) та Монреаль Канадієнс (7) | Тампа-Бей Лайтнінг (1) та Монреаль Канадієнс (7) | Тампа-Бей Лайтнінг (1) та Монреаль Канадієнс (7) | Тампа-Бей Лайтнінг (1) та Монреаль Канадієнс (7) | Тампа-Бей Лайтнінг (1) та Монреаль Канадієнс (7) | Тампа-Бей Лайтнінг (1) та Монреаль Канадієнс (7) |
| Дата                                             | Господарі                                        | Господарі                                        | Гості                                            | Гості                                            | Примітки                                         |                                                  |
| ------------------------------------------------ | ------------------------------------------------ | ------------------------------------------------ | ------------------------------------------------ | ------------------------------------------------ | ------------------------------------------------ | ------------------------------------------------ |
| 23 квітня                                        | Монреаль                                         | 0                                                | 4                                                | Тампа-Бей                                        |                                                  |                                                  |
| 25 квітня                                        | Монреаль                                         | 1                                                | 3                                                | Тампа-Бей                                        |                                                  |                                                  |
| 27 квітня                                        | Тампа-Бей                                        | 4                                                | 3                                                | Монреаль                                         | OT                                               |                                                  |
| 29 квітня                                        | Тампа-Бей                                        | 3                                                | 1                                                | Монреаль                                         |                                                  |                                                  |
| Тампа-Бей виграла серію 4:0.                     |                                                  |                                                  |                                                  |                                                  |                                                  |                                                  |

| Філадельфія Флаєрс (3) та Торонто Мейпл-Ліфс (4) | Філадельфія Флаєрс (3) та Торонто Мейпл-Ліфс (4) | Філадельфія Флаєрс (3) та Торонто Мейпл-Ліфс (4) | Філадельфія Флаєрс (3) та Торонто Мейпл-Ліфс (4) | Філадельфія Флаєрс (3) та Торонто Мейпл-Ліфс (4) | Філадельфія Флаєрс (3) та Торонто Мейпл-Ліфс (4) | Філадельфія Флаєрс (3) та Торонто Мейпл-Ліфс (4) |
| Дата                                             | Господарі                                        | Господарі                                        | Гості                                            | Гості                                            | Примітки                                         |                                                  |
| ------------------------------------------------ | ------------------------------------------------ | ------------------------------------------------ | ------------------------------------------------ | ------------------------------------------------ | ------------------------------------------------ | ------------------------------------------------ |
| 22 квітня                                        | Торонто                                          | 1                                                | 3                                                | Філадельфія                                      |                                                  |                                                  |
| 25 квітня                                        | Торонто                                          | 1                                                | 2                                                | Філадельфія                                      |                                                  |                                                  |
| 28 квітня                                        | Філадельфія                                      | 1                                                | 4                                                | Торонто                                          |                                                  |                                                  |
| 30 квітня                                        | Філадельфія                                      | 1                                                | 3                                                | Торонто                                          |                                                  |                                                  |
| 2 травня                                         | Торонто                                          | 2                                                | 7                                                | Філадельфія                                      |                                                  |                                                  |
| 4 травня                                         | Філадельфія                                      | 3                                                | 2                                                | Торонто                                          | OT                                               |                                                  |
| Філадельфія виграла серію 4:2.                   |                                                  |                                                  |                                                  |                                                  |                                                  |                                                  |

Західна конференція
| Сан-Хосе Шаркс (2) та Колорадо Аваланч (4) | Сан-Хосе Шаркс (2) та Колорадо Аваланч (4) | Сан-Хосе Шаркс (2) та Колорадо Аваланч (4) | Сан-Хосе Шаркс (2) та Колорадо Аваланч (4) | Сан-Хосе Шаркс (2) та Колорадо Аваланч (4) | Сан-Хосе Шаркс (2) та Колорадо Аваланч (4) | Сан-Хосе Шаркс (2) та Колорадо Аваланч (4) |
| Дата                                       | Господарі                                  | Господарі                                  | Гості                                      | Гості                                      | Примітки                                   |                                            |
| ------------------------------------------ | ------------------------------------------ | ------------------------------------------ | ------------------------------------------ | ------------------------------------------ | ------------------------------------------ | ------------------------------------------ |
| 22 квітня                                  | Колорадо                                   | 2                                          | 5                                          | Сан-Хосе                                   |                                            |                                            |
| 25 квітня                                  | Колорадо                                   | 1                                          | 4                                          | Сан-Хосе                                   |                                            |                                            |
| 28 квітня                                  | Сан-Хосе                                   | 1                                          | 0                                          | Колорадо                                   |                                            |                                            |
| 30 квітня                                  | Сан-Хосе                                   | 0                                          | 1                                          | Колорадо                                   | OT                                         |                                            |
| 2 травня                                   | Колорадо                                   | 2                                          | 1                                          | Сан-Хосе                                   | OT                                         |                                            |
| 4 травня                                   | Сан-Хосе                                   | 3                                          | 1                                          | Колорадо                                   |                                            |                                            |
| Сан-Хосе виграв серію 4:2.                 |                                            |                                            |                                            |                                            |                                            |                                            |

| Детройт Ред-Вінгс (1) та Калгарі Флеймс (6) | Детройт Ред-Вінгс (1) та Калгарі Флеймс (6) | Детройт Ред-Вінгс (1) та Калгарі Флеймс (6) | Детройт Ред-Вінгс (1) та Калгарі Флеймс (6) | Детройт Ред-Вінгс (1) та Калгарі Флеймс (6) | Детройт Ред-Вінгс (1) та Калгарі Флеймс (6) | Детройт Ред-Вінгс (1) та Калгарі Флеймс (6) |
| Дата                                        | Господарі                                   | Господарі                                   | Гості                                       | Гості                                       | Примітки                                    |                                             |
| ------------------------------------------- | ------------------------------------------- | ------------------------------------------- | ------------------------------------------- | ------------------------------------------- | ------------------------------------------- | ------------------------------------------- |
| 22 квітня                                   | Калгарі                                     | 2                                           | 1                                           | Детройт                                     | OT                                          |                                             |
| 24 квітня                                   | Калгарі                                     | 2                                           | 5                                           | Детройт                                     |                                             |                                             |
| 27 квітня                                   | Детройт                                     | 2                                           | 3                                           | Калгарі                                     |                                             |                                             |
| 29 квітня                                   | Детройт                                     | 4                                           | 2                                           | Калгарі                                     |                                             |                                             |
| 1 травня                                    | Калгарі                                     | 1                                           | 0                                           | Детройт                                     |                                             |                                             |
| 3 травня                                    | Детройт                                     | 0                                           | 1                                           | Калгарі                                     | OT                                          |                                             |
| Калгарі виграв серію 4:2.                   |                                             |                                             |                                             |                                             |                                             |                                             |

### Фінали конференції
Східна конференція
| Тампа-Бей Лайтнінг (1) та Філадельфія Флаєрс (5) | Тампа-Бей Лайтнінг (1) та Філадельфія Флаєрс (5) | Тампа-Бей Лайтнінг (1) та Філадельфія Флаєрс (5)                                                    | Тампа-Бей Лайтнінг (1) та Філадельфія Флаєрс (5)                              | Тампа-Бей Лайтнінг (1) та Філадельфія Флаєрс (5) | Тампа-Бей Лайтнінг (1) та Філадельфія Флаєрс (5) | Тампа-Бей Лайтнінг (1) та Філадельфія Флаєрс (5) |
| Дата                                             | Господарі                                        | Господарі                                                                                           | Гості                                                                         | Гості                                            | Примітки                                         |                                                  |
| ------------------------------------------------ | ------------------------------------------------ | --------------------------------------------------------------------------------------------------- | ----------------------------------------------------------------------------- | ------------------------------------------------ | ------------------------------------------------ | ------------------------------------------------ |
| 8 травня                                         | Філадельфія                                      | 1 М. Гандзуш 26:48                                                                                  | 3 Д. Андрейчук 22:03 Б. Річардс 33:34 К. Дінгман 47:04                        | Тампа-Бей                                        |                                                  |                                                  |
| 10 травня                                        | Філадельфія                                      | 6 Д. Леклер 1:53 М. Реккі 8:50 С. Капанен 11:17 В. Малахов 26:02 М. Гандзуш 39:48 М. Тімандер 43:34 | 2 Р. Федотенко 50:13 М. Сан-Луї 57:18                                         | Тампа-Бей                                        |                                                  |                                                  |
| 12 травня                                        | Тампа-Бей                                        | 4 К. Стіллман 12:56 Р. Федотенко 15:20 В. Лекавальє 41:19 Б. Річардс 48:20                          | 1 К. Прімо 40:36                                                              | Філадельфія                                      |                                                  |                                                  |
| 14 травня                                        | Тампа-Бей                                        | 2 Ф. Модін 12:43 В. Лекавальє 59:27                                                                 | 3 Д. Леклер 16:55 М. Реккі 18:20 К. Прімо 31:50                               | Філадельфія                                      |                                                  |                                                  |
| 18 травня                                        | Філадельфія                                      | 2 М. Гандзуш 28:56 М. Грейг 29:34                                                                   | 4 Р. Федотенко 10:30 Б. Річардс 20:24 Б. Річардс 27:12 Т. Тейлор 59:45        | Тампа-Бей                                        |                                                  |                                                  |
| 20 травня                                        | Тампа-Бей                                        | 4 В. Лекавальє 1:28 В. Лекавальє 20:45 Р. Федотенко 35:15 Р. Федотенко 37:33                        | 5 С. Ганьє 7:23 К. Прімо 17:01 С. Капанен 23:42 К. Прімо 58:11 С. Ганьє 78:18 | Філадельфія                                      | OT                                               |                                                  |
| 22 травня                                        | Філадельфія                                      | 1 К. Йонссон 30:16                                                                                  | 2 Р. Федотенко 16:46 Ф. Модін 24:57                                           | Тампа-Бей                                        |                                                  |                                                  |
| Тампа-Бей виграла серію 4:3.                     |                                                  | |                                                                               |                                                  |                                                  |                                                  |

Західна конференція
| Сан-Хосе Шаркс (2) та Калгарі Флеймс (6) | Сан-Хосе Шаркс (2) та Калгарі Флеймс (6) | Сан-Хосе Шаркс (2) та Калгарі Флеймс (6)                             | Сан-Хосе Шаркс (2) та Калгарі Флеймс (6)         | Сан-Хосе Шаркс (2) та Калгарі Флеймс (6) | Сан-Хосе Шаркс (2) та Калгарі Флеймс (6) | Сан-Хосе Шаркс (2) та Калгарі Флеймс (6) |
| Дата                                     | Господарі                                | Господарі                                                            | Гості                                            | Гості                                    | Примітки                                 |                                          |
| ---------------------------------------- | ---------------------------------------- | -------------------------------------------------------------------- | ------------------------------------------------ | ---------------------------------------- | ---------------------------------------- | ---------------------------------------- |
| 9 травня                                 | Калгарі                                  | 4 К. Оліва 9:26 К. Конрой 19:29 К. Конрой 49:25 С. Монтадор 78:43    | 3 М. Річчі 21:23 Т. Гарві 39:02 О. Королюк 56:39 | Сан-Хосе                                 | OT                                       |                                          |
| 11 травня                                | Калгарі                                  | 4 М. Нільсон 0:20 Ш. Донован 10:35 В. Ніємінен 52:35 Д. Ігінла 53:19 | 1 Е. Макколі 25:26                               | Сан-Хосе                                 |                                          |                                          |
| 13 травня                                | Сан-Хосе                                 | 3 В. Дамфусс 27:31 О. Королюк 58:10 О. Королюк 59:16                 | 0                                                | Калгарі                                  |                                          |                                          |
| 16 травня                                | Сан-Хосе                                 | 4 М. Ратьє 22:40 Д. Чичу 28:34 В. Дамфусс 30:03 П. Марло 38:47       | 2 Д. Ігінла 27:55 К. Саймон 59:20                | Калгарі                                  |                                          |                                          |
| 17 травня                                | Калгарі                                  | 3 Д. Ігінла 6:27 М. Нільсон 8:29 К. Конрой 32:47                     | 0                                                | Сан-Хосе                                 |                                          |                                          |
| 19 травня                                | Сан-Хосе                                 | 1 Е. Макколі 16:14                                                   | 3 Д. Ігінла 18:52 М. Желіна 33:02 Р. Регір 59:59 | Калгарі                                  |                                          |                                          |
| Калгарі виграв серію 4:2.                |                                          |                                                                      |                                                  |                                          |                                          |                                          |

### Фінал Кубка Стенлі
| Тампа-Бей Лайтнінг (1) та Калгарі Флеймс (6) | Тампа-Бей Лайтнінг (1) та Калгарі Флеймс (6) | Тампа-Бей Лайтнінг (1) та Калгарі Флеймс (6)                                                                  | Тампа-Бей Лайтнінг (1) та Калгарі Флеймс (6) | Тампа-Бей Лайтнінг (1) та Калгарі Флеймс (6) | Тампа-Бей Лайтнінг (1) та Калгарі Флеймс (6) | Тампа-Бей Лайтнінг (1) та Калгарі Флеймс (6) |
| Дата                                         | Господарі                                    | Господарі | Гості | Гості                                        | Примітки                                     |                                              |
| -------------------------------------------- | -------------------------------------------- | --- | --- | -------------------------------------------- | -------------------------------------------- | -------------------------------------------- |
| 25 травня                                    | Калгарі                                      | 4 М. Желіна (К. Конрой, Е. Ференс) 3:02 Д. Ігінла 35:21 С. Єлль 38:08 К. Саймон (О. Саприкін, Р. Регір) 59:40 | 1 М. Сан-Луї (Б. Річардс, Д. Бойл) 44:13 | Тампа-Бей                                    |                                              |                                              |
| 27 травня                                    | Калгарі                                      | 1 В. Ніємінен (Ш. Донован, Р. Регір) 52:21                                                                    | 4 Р. Федотенко (Д. Каллімор, В. Лекавальє) 7:10 Б. Річардс (Д. Андрейчук, М. Сан-Луї) 42:51 Д. Бойл (Б. Річардс, Ф. Модін) 44:00 М. Сан-Луї (В. Лекавальє, Д. Андрейчук) 45:58 | Тампа-Бей                                    |                                              |                                              |
| 29 травня                                    | Тампа-Бей                                    | 0 | 3 К. Саймон (Д. Ігінла, Д. Леопольд) 33:53 Ш. Донован 37:09 Д. Ігінла (Р. Регір, К. Саймон) 58:28                                                                              | Калгарі                                      |                                              |                                              |
| 31 травня                                    | Тампа-Бей                                    | 1 Б. Річардс (Д. Андрейчук, Д. Бойл) 2:48                                                                     | 0 | Калгарі                                      |                                              |                                              |
| 3 червня                                     | Калгарі                                      | 3 М. Желіна (Т. Людман, С. Монтадор) 2:13 Д. Ігінла 35:10 О. Саприкін (Д. Ігінла, М. Нільсон) 74:40           | 2 М. Сан-Луї (М. Цібак, К. Дінгман) 19:26 Ф. Модін (Б. Річардс, Д. Андрейчук) 20:37                                                                                            | Тампа-Бей                                    | OT                                           |                                              |
| 5 червня                                     | Тампа-Бей                                    | 3 Б. Річардс (М. Сан-Луї, Р. Федотенко) 24:17 Б. Річардс 30:52 М. Сан-Луї (Т. Тейлор, Д. Каллімор) 80:33      | 2 К. Кларк (С. Єлль, В. Ніємінен) 29:05 М. Нільсон (О. Саприкін, Е. Ференс) 37:49                                                                                              | Калгарі                                      | 2 OT                                         |                                              |
| 7 червня                                     | Калгарі                                      | 1 К. Конрой (Д. Леопольд) 49:21                                                                               | 2 Р. Федотенко (Б. Річардс, Ф. Модін) 13:31 Р. Федотенко (В. Лекавальє, К. Стіллман) 34:38                                                                                     | Тампа-Бей                                    |                                              |                                              |
| Тампа-Бей виграла серію 4:3.                 |                                              | | |                                              |                                              |                                              |

## Статистика

### Найкращі бомбардири плей-оф
| Гравець          | Команда     | І  | Г  | П  | О  | +/- | ШХ |
| ---------------- | ----------- | -- | -- | -- | -- | --- | -- |
| Бред Річардс     | Тампа-Бей   | 23 | 12 | 14 | 26 | +5  | 4  |
| Мартен Сан-Луї   | Тампа-Бей   | 23 | 9  | 15 | 25 | +6  | 14 |
| Джером Ігінла    | Калгарі     | 26 | 13 | 9  | 22 | +13 | 45 |
| Фредрік Модін    | Тампа-Бей   | 23 | 8  | 11 | 19 | +7  | 10 |
| Крейг Конрой     | Калгарі     | 26 | 6  | 11 | 17 | +12 | 12 |
| Кіт Прімо        | Філадельфія | 18 | 9  | 7  | 16 | +11 | 22 |
| Венсан Лекавальє | Тампа-Бей   | 23 | 9  | 7  | 16 | -2  | 25 |
| Мартін Желіна    | Калгарі     | 26 | 8  | 7  | 15 | +10 | 35 |